# Євфимія Шведська
Євфи́мія Шве́дська (швед. Eufemia Eriksdotter; 1317 — 16 червня 1370) — шведська принцеса, дружина герцога Мекленбургського, спадкоємиця престолів Швеції та Норвегії, мати короля Швеції Альбрехта. (бл. 1338–1412).

## Біографія

### Раннє життя
Євфимія народилася 1317 року в сім'ї Еріка Маґнуссона (1282–1318 рр.), герцога Седерманландського, другого сина шведського короля Магнуса I, і принцеси Інґеборґи Норвезької (1300–1360), спадкоємиці і єдиної законної дочки короля Гокона V Норвезького (1270–1319).
1319 року її малолітній старший брат Магнус VII Норвезький (1316–1374) заступив свого діда по материнській лінії на норвезькому престолі. Того самого року шведські шляхтичі вигнали її дядька, короля Швеції Бірґера, після чого немовля Маґнус був обраний королем Швеції. Їхня мати Інгеборг займала місце в уряді опікуна, а також була незалежною правителькою власних феодальних володінь і відігравала важливу роль у їхньому дитинстві та юності.
24 липня 1321 року шлюбний договір для Євфимії був підписаний у Богусі, у володінні її матері в Богуслені. Її мати планувала взяти під контроль данську Сканію, яка знаходиться поруч із її герцогством. Шлюб був укладений за умови, що Мекленбург, Саксонія, Гольштейн, Рендсбург і Шлезвіг допоможуть Інгеборг у завоюваннях Сканії. Це було схвалено радою Норвегії, але не Швеції. Коли війська Інгеборг під командуванням Кнута Порса з Варберга вторглися в Сканію в 1322-23 –, Мекленбург зрадив її, і союз був розірваний. Зрештою, роман із шлюбом Євфимії призвів до конфлікту між Інгеборг та урядами Швеції і Норвегії, що призвело до загибелі політичної позиції Інгеборг в урядах опікунів. Шлюб все одно відбувся, після п’ятнадцятирічних заручин. Євфимія не мала впливу і в Швеції. Відомо, що вона виступала свідком у кількох документах. У 1335 році, коли король Магнус призначив Нільса Абйорнссона (Sparre av Tofta) дротсом, умова, що Євфимія буде виконувати функції його радниці, була включена в його призначення.

### Герцогиня Мекленбургська
Євфимія вийшла заміж у Ростоку 10 квітня 1336 року за свого далекого родича Альберта II, герцога Мекленбурзького (1318 — 2 лютого 1379), північнонімецького володаря, глибоко зацікавленого отримати владу в Скандинавії. Пізніше того самого року пара повернулася в Швецію з Рудольфом Саксонським і Генріхом Гольштейнським, щоб бути присутніми на коронації її брата і невістки Бланш Намюрської. У Німеччині життя Євфимії як герцогині Мекленбурзької, схоже, не вплинуло на її статус у Швеції, оскільки вона все ще була там політичним фактором, а її ім'я все ще містилося в державних документах. Вона була господинею дуже дорогого герцогського двору. У 1340—1341 рр. вона переконала Маґнуса надати оновлені торгові привілеї в Норвегії ганзейським містам Мекленбургу, Ростоку і Вісмару. 15 квітня 1357 року вона надала абатству Скеннінґе маєтки Гаммар і Фартсес абатству Скеннінге після смерті її зведених братів Гокона і Канута в 1350 році. Востаннє вона була підтверджена живою 27 жовтня 1363 року, коли вона відмовилася від власності на свій приданий маєток у Мекленбурзі. Рік її смерті невідомий, але підтверджено, що вона померла 16 червня 1370 року, коли її вдівець зробив вікарію на її пам'ять. Євфимія дожила, щоб побачити, як її власний другий син скинув свого брата зі шведського престолу і зійшов на посаду короля Швеції Альбрехта в 1364 році.

## Діти
На момент смерті Євфимія мала п'ятеро дітей:
- Генріх III, герцог Мекленбурзький (бл. 1337—1383); Одружений, по-перше, на Інґеборґ Данській (1347–бл. 1370), старшій дочці безсинового короля Данії Вальдемара IV . У них народилися діти: Альберт (претендент на посаду спадкового принца Данії), Євфимія, Марія та Інґеборґ. Генріх III одружився, по-друге, на Матильді з Верле.
- Альбрехт III, герцог Мекленбурзький (1340—1412), король Швеції з 1364 по 1389 рік. Одружився, по-перше, в 1359 р. на Ріхарді Шверінській (помер у 1377 р.); у них були діти: Ерік I, герцог Мекленбурзький (спадковий принц Швеції) і Ріхардіс Катерина. Альберт одружився, по-друге, на Аґнесі з Брауншвейг-Люнебурга (пом. 1434).
- Маґнус I, герцог Мекленбурзький (пом. 1385); одружився в 1369 році на Єлизаветі Поморсько-Рюгенській. У них був щонайменше один син Юхан і, можливо, дочка Євфимія
- Інґеборґ Мекленбурзька (1395 р. р.н.); вийшла заміж, по-перше, за Людовіка VI Римського, герцога Баварського (1330—1365); по-друге, одружена з Генріхом II, граф Гольштейн-Рендсбурзьким (бл. 1317—1384); мав кількох дітей: Герхарда, Альберта, Генріха та Софію.
- Анна Мекленбурзька (померла 1415); вийшла заміж у 1362/6 з графом Адольфом Гольштинським (помер 1390).

## Інші джерела
- Nordberg, Michael (1995). I kung Magnus tid. Norstedts. ISBN 9119521227.
- Eufemia Eriksdotter, urn:sbl:15533, Svenskt biografiskt lexikon (art av Allan Mohlin. Art. stilistiskt bearbetad av redaktionen.), hämtad 2013-10-24.
- Åke Ohlmarks (1973) Alla Sveriges drottningar (Stockholm : Geber) ISBN 9120040105